# Gordon Reid
Gordon Reid (Helensburgh (Schotland), 2 oktober 1991) is een rolstoeltennisspeler uit Schotland. Hij won twee grandslamtitels in het enkelspel en 26 in het dubbelspel.(januari 2025)
Op de Paralympische Zomerspelen 2016 won hij de gouden medaille in het enkelspel, en een zilveren medaille in het dubbelspel samen met landgenoot Alfie Hewett.
Op de Wheelchair Tennis Masters (het eindejaarskampioenschap voor rolstoeltennis) won hij driemaal de dubbelspeltitel: in 2013 met Fransman Stéphane Houdet, 2015 met Fransman Michaël Jérémiasz en 2017 met landgenoot Alfie Hewett.
In 2021 verwierf Reid een grand slam in het dubbelspel samen met landgenoot Alfie Hewett, door alle vier grandslamtoernooien in dat jaar te winnen.